# Mont Kitumbeine
Le mont Kitumbeine est un volcan éteint du Nord de la Tanzanie, situé au nord-est du massif du Ngorongoro. À l'instar de son voisin le mont Gelai situé à 34 kilomètres au nord-nord-ouest, il domine l'Est de la vallée du Grand Rift, culminant à une altitude de 2 865 mètres et surplombant la vallée de 1 770 mètres. Il est également situé à 36 kilomètres au sud-est du volcan actif Ol Doinyo Lengaï.

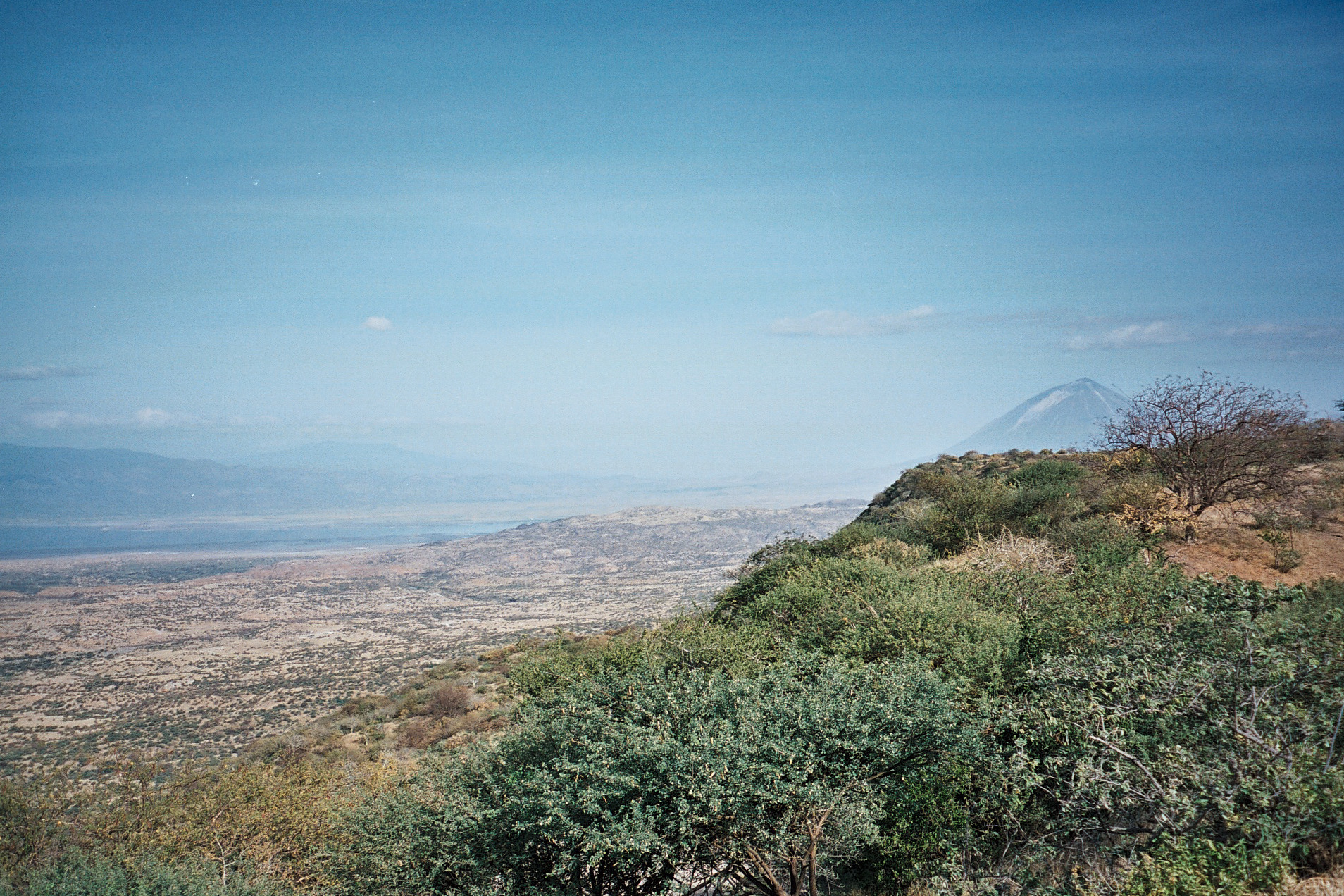
Vue de la vallée du Grand Rift à l'extrême-nord de la Tanzanie. Plusieurs escarpements sont visibles en premier plan. Le volcan actif Ol Doinyo Lengaï, distant de 45 km par rapport au point de vue, domine l'image à droite. Le lac Natron occupe le fond de la vallée sur la gauche de l'image où le flanc méridional du mont Gelai est également visible. Enfin, le Kitumbeine est visible en arrière-plan, au centre gauche de l'image, à environ 75 km de distance